# Renata Zarazúa
Renata Zarazúa Ruckstuhl (født 30. september 1997 i Mexico City, Mexico) er en professionel tennisspiller fra Mexico.